# Меана-ді-Суза
Меана-ді-Суза (італ. Meana di Susa, п'єм. Meana) — муніципалітет в Італії, у регіоні П'ємонт,  метрополійне місто Турин.
Меана-ді-Суза розташована на відстані близько 570 км на північний захід від Рима, 55 км на захід від Турина.
Населення — 845 осіб (2014).
Покровитель — San Costanzo.

## Демографія
Населення за роками:

Станом на 1 січня 2023 року в муніципалітеті офіційно проживало 36 іноземців з 14 країн, серед них 17 громадян країн Євросоюзу.

## Сусідні муніципалітети
- Фенестрелле
- Гравере
- Маттіє
- Суза
- Уссо